# バレンクラゲ属
バレンクラゲ属（バレンクラゲぞく、学名：Physophora）は、胞泳亜目に含まれるヒドロ虫の属。単独でバレンクラゲ科を構成する。

## 下位分類
バレンクラゲ属には2種が含まれる。
- バレンクラゲ Physophora hydrostatica Forsskål, 1775
- バレンクラゲモドキ Physophora gilmeri Pugh, 2005